# Cormoranche-sur-Saône
Cormoranche-sur-Saône är en kommun i departementet Ain i regionen Auvergne-Rhône-Alpes i östra Frankrike. Kommunen ligger  i kantonen Pont-de-Veyle som ligger i arrondissementet Bourg-en-Bresse. Kommunens areal är 9,85 km². År 2022 hade Cormoranche-sur-Saône 1 165 invånare.

## Befolkningsutveckling
Antalet invånare i kommunen Cormoranche-sur-Saône
Referens: INSEE